# Богданівське нафтогазоконденсатне родовище
Богданівське нафтогазоконденсатне родовище — належить до Глинсько-Солохівського газонафтоносного району Східного нафтогазоносного регіону України.

## Опис
Розташоване в Чернігівській області на відстані 10 км від смт Варва.
Знаходиться в північно-західній частині приосьової зони Дніпровсько-Донецької западини.
Підняття виявлене в 1965 р.
Структура являє собою брахіантикліналь субширотного простягання з соляним ядром, яка ускладнена діагональним скидом. ЇЇ розміри по ізогіпсі -2000 м і скиду 1,9х1,3 м, амплітуда 90 м.
Перший промисловий приплив газу отримано з утворень московського ярусу в 1967 р. з інт. 2230—2243 м.
Поклади пластові, склепінчасті, тектонічно екрановані, деякі літологічно обмежені. Колектори — пісковики.
Експлуатується з 1968 р. Режим газоконденсатних покладів — пружний та пружноводонапірний, а нафтових — пружноводонапірний та розчиненого газу. Запаси початкові видобувні категорій А+В+С1 — 1151 тис.т нафти; газу — 758 млн. м³; конденсату — 61 тис. т. Густина дегазованої нафти 750—930 кг/м³. Вміст сірки у нафті 0,05-1,8 мас.%.